# Manifesto dell'architettura futurista

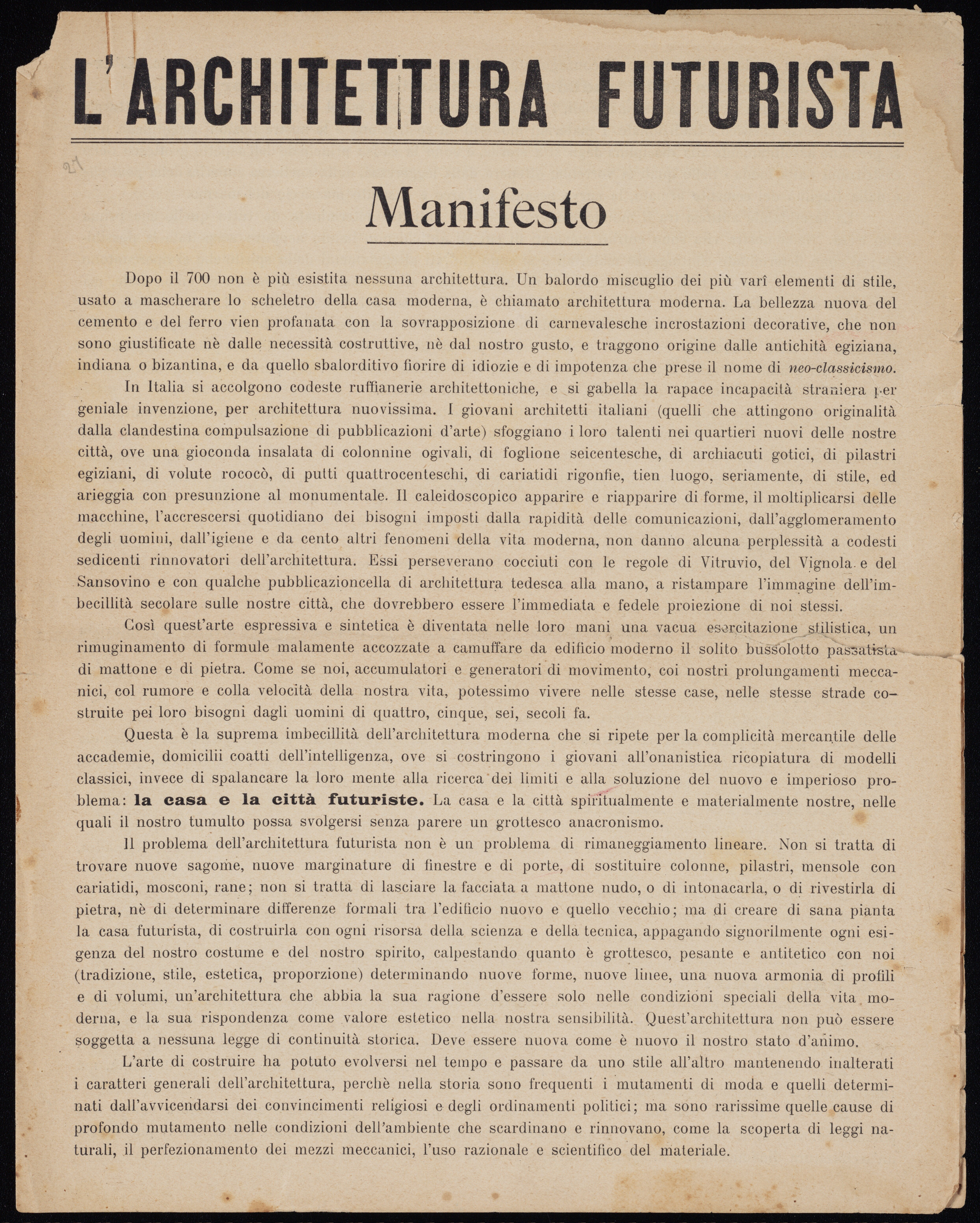
Il Manifesto di Sant'Elia

Il Manifesto dell'architettura futurista fu pubblicato a Milano l'11 luglio 1914 dall'architetto Antonio Sant'Elia in  occasione della sua mostra della Città futura alla Famiglia Artistica Milanese. Il Manifesto fu la rielaborazione in chiave architettonica del Manifesto del Futurismo di Marinetti e fu scritto riprendendo quasi interamente il testo del "Messaggio" pubblicato in precedenza nel catalogo della mostra "Nuove Tendenze".

## Contenuto
Il Manifesto si apriva con questa dichiarazione: «Dopo il 700 non è più esistita nessuna architettura. Un balordo miscuglio dei più varǐ elementi di stile, usato a mascherare lo scheletro della casa moderna, è chiamato architettura moderna».
Il manifesto prosegue elencando otto punti qualificanti la nuova architettura proposta da Sant'Elia:
- PROCLAMO:

1. Che l'architettura futurista è l'architettura del calcolo, dell'audacia temeraria e della semplicità; l'architettura del cemento armato, del ferro, del vetro, del cartone, della fibra tessile e di tutti quei surrogati del legno, della pietra e del mattone che permettono di ottenere il massimo della elasticità e della leggerezza;
2. Che l'architettura futurista non è per questo un'arida combinazione di praticità e di utilità, ma rimane arte, cioè sintesi, espressione;
3. Che le linee oblique e quelle ellittiche sono dinamiche, per la loro stessa natura, hanno una potenza emotiva superiore a quelle delle perpendicolare e delle orizzontali, e che non vi può essere un'architettura dinamicamente integratrice all'infuori di esse;
4. Che la decorazione, come qualche cosa di sovrapposto all'architettura, è un assurdo, e che soltanto dall'uso e dalla disposizione originale del materiale greggio o nudo o violentemente colorato, dipende il valore decorativo dell'architettura futurista;
5. Che, come gli antichi trassero ispirazione dell'arte dagli elementi della natura, noi - materialmente e spiritualmente artificiali - dobbiamo trovare quell'ispirazione negli elementi del nuovissimo mondo meccanico che abbiamo creato, di cui l'architettura deve essere la più bella espressione, la sintesi più completa, l'integrazione artistica più efficace;
6. L'architettura come arte delle forme degli edifici secondo criteri prestabiliti è finita;
7. Per architettura si deve intendere lo sforzo di armonizzare con libertà e con grande audacia, l'ambiente con l'uomo, cioè rendere il mondo delle cose una proiezione diretta del mondo dello spirito;
8. Da un'architettura così concepita non può nascere nessuna abitudine plastica e lineare, perché i caratteri fondamentali dell'architettura futurista saranno la caducità e la transitorietà. Le case dureranno meno di noi. Ogni generazione dovrà fabbricarsi la sua città. Questo costante rinnovamento dell'ambiente architettonico contribuirà alla vittoria del Futurismo, che già si afferma con le Parole in libertà, il Dinamismo plastico, la Musica senza quadratura e l'Arte dei rumori, e pel quale lottiamo senza tregua contro la vigliaccheria passatista.